# Movimiento de aceptación de la gordura

La escultura de dos mujeres en bronce, Jag tänker på mig själv – Växjö ('Estoy pensando en mí misma - Växjö') de Marianne Lindberg De Geer, 2005, fuera del museo de arte (Konsthallen) en Växjö, Suecia. Su exhibición de una mujer delgada y otra gorda es una manifestación contra la obsesión de la sociedad moderna por las apariencias externas. La escultura ha sido fuente de controversia en la ciudad, y ambas estatuas fueron vandalizadas y reparadas en 2006.

El movimiento de aceptación de la gordura (también conocido por otros nombres, como orgullo gordo, empoderamiento gordo, liberación gorda y activismo gordo) es un movimiento social que busca eliminar el estigma social de la obesidad. Las áreas de controversia incluyen los enfoques estéticos, legales y médicos para las personas obesas.
El movimiento moderno de aceptación de la gordura comenzó a finales de la década de 1960. Además de su papel político, el movimiento de aceptación de la gordura también constituye una subcultura que actúa como un grupo social para sus miembros. El movimiento de aceptación de la gordura ha sido criticado por no agregar valor al debate sobre la salud humana, y algunos críticos acusan al movimiento de «promover un estilo de vida que puede tener consecuencias nefastas para la salud».

## Historia
La historia del movimiento de aceptación de la obesidad se remonta a 1967, cuando 500 personas se reunieron en el Central Park de Nueva York para protestar contra el prejuicio contra la obesidad. La socióloga Charlotte Cooper ha argumentado que la historia del movimiento activista de las personas gordas se entiende mejor en oleadas, de manera similar al movimiento feminista, con el que ella cree que está estrechamente vinculado. Cooper cree que los activistas gordos han sufrido oleadas similares de activismo seguidas de agotamiento, y que los activistas de la oleada siguiente a menudo desconocen la historia del movimiento, lo que da como resultado una falta de continuidad.
Otros académicos, como Amy Erdman Farrell, han argumentado que la historia del activismo gordo que tradicionalmente se cuenta es una historia predominantemente blanca, y el trabajo interseccional de los activistas gordos de color a menudo se pasa por alto dentro de esta historia tradicional.

### Primera ola
Las actividades de la primera ola consistieron en activistas aislados que llamaron la atención sobre el modelo dominante de obesidad y lo cuestionaron como sólo uno de varios modelos posibles. Durante la primera parte del siglo XX, se consideraba que la obesidad era perjudicial para la comunidad, ya que reducía la eficiencia humana, y que las personas obesas interferían en la productividad laboral en las zonas costeras de los Estados Unidos. Este tipo de clima político fue el trasfondo del movimiento de aceptación de la gordura, que se originó a finales de la década de 1960. Al igual que otros movimientos sociales de este período, el movimiento de aceptación de la obesidad, inicialmente conocido como «Orgullo Gordo», «Poder Gordo» o «Liberación Gorda», a menudo consistió en personas que actuaban de manera improvisada. En 1967 se celebró una «fiesta de gordos» en el Central Park de Nueva York. Conocido por lapersonalidad radial Steve Post, el Fat-in consistió en un grupo de 500 personas que comieron, llevaron carteles y fotografías de Twiggy (una modelo famosa por su delgada figura) y quemaron libros de dietas.
En 1967, Lew Louderback escribió un artículo en el Saturday Evening Post llamado More People Should be FAT («Más gente debería ser GORDA») en respuesta a la discriminación contra su esposa. El artículo condujo a una reunión entre Louderback y William Fabrey, quien luego fundó la primera organización para personas obesas y sus partidarios, originalmente llamada 'Asociación Nacional para Ayudar a los Estadounidenses Gordos' y actualmente llamada Asociación Nacional para Promover la Aceptación de la Gordura (NAAFA por sus siglas en inglés). NAAFA fue fundada en Estados Unidos, en 1969, por Bill Fabrey en respuesta a la discriminación contra su esposa. Su intención principal era hacer campaña por los derechos de las personas gordas, sin embargo, un periodista que asistió a la conferencia de la NAAFA en 2001 señaló que pocos asistentes eran activos en la política de los derechos de las personas gordas y que la mayoría de las mujeres acudían a comprar moda, a lucirla en la pasarela de la conferencia o a conocer a una pareja potencial. Desde 1991, Fabrey ha trabajado como director del Consejo sobre Discriminación por Tamaño y Peso, especializándose en la historia del movimiento de aceptación del tamaño.
En 1972 se formó el grupo feminista The Fat Underground (FU). Comenzó como un capítulo radical de la NAAFA y se separó para volverse independiente cuando la NAAFA expresó preocupaciones sobre su promoción de una filosofía activista más fuerte. Las FU se inspiraron y, en algunos casos, fueron miembros del Colectivo de Terapia Radical, un grupo feminista que creía que muchos problemas psicológicos eran causados por instituciones y prácticas sociales opresivas. Fundada por Sara Fishman (entonces Sara Aldebaran) y Judy Freespirit, Fat Underground se opuso a lo que consideraban un creciente sesgo contra la obesidad en la comunidad científica. Acuñaron el dicho: «una dieta es una cura que no funciona para una enfermedad que no existe». Poco después, Fishman se mudó a Connecticut, donde, junto con Karen Scott-Jones, fundó el New Haven Fat Liberation Front, una organización similar a Fat Underground en su alcance y enfoque. En 1983, los dos grupos colaboraron para publicar un libro fundamental en el campo del activismo gordo, Shadow on a Tightrope, que recogía varios documentos de posición de activistas gordos distribuidos inicialmente por Fat Underground, así como poemas y ensayos de otros escritores.
En 1979, Carole Shaw acuñó el término Big Beautiful Woman (BBW) y lanzó una revista de moda y estilo de vida con el mismo nombre dirigida a mujeres de talla grande. La revista impresa original dejó de publicarse en mayo de 2003, pero continuó en varios formatos en línea. El término «BBW» se ha vuelto ampliamente utilizado para referirse a cualquier mujer gorda (a veces de manera despectiva). Desde principios de la década de 1980 hasta mediados de la década de 2010 se publicaron en formato impreso varias otras publicaciones periódicas centradas en la moda y el estilo de vida para mujeres de «figuras más completas». De 1984 a 2000, Radiance: The Magazine for Large Women se publicó en forma impresa para «apoyar a las mujeres de todos los tamaños a vivir vidas orgullosas, plenas y activas, independientemente del peso, con amor propio y respeto por sí mismas».
En el Reino Unido se formó el London Fat Women's Group, el primer grupo activista británico en favor de las personas gordas, y estuvo activo aproximadamente entre 1985 y 1989. Otras actividades de la primera ola incluyeron la producción de fanzines como Figure 8 y Fat! So? por Marilyn Wann. Este último se convirtió en un libro con el mismo nombre.

### Segunda ola
En la segunda ola, el movimiento de aceptación de la gordura se generalizó en Estados Unidos y comenzó a extenderse a otros países. Las ideas del movimiento comenzaron a aparecer en el panorama general. Los editores se mostraron más dispuestos a publicar literatura sobre la aceptación de la obesidad. En la década de 1980 se produjo un aumento de organizaciones activistas, publicaciones y conferencias.
En 1989, un grupo de personas, entre ellas la actriz Anne Zamberlan, formó la primera organización francesa para la aceptación de la obesidad, Allegro fortissimo. Las organizaciones comenzaron a celebrar conferencias y convenciones, incluida laNAAFA. En la década de 1990, los aportes del movimiento de aceptación de la obesidad comenzaron a incorporarse en artículos de investigación elaborados por algunos miembros de la profesión médica, como nuevos programas antidieta y modelos de manejo de la obesidad.

### Tercera ola
El movimiento de aceptación de la gordura ha visto una diversificación de proyectos durante la tercera ola. Las actividades han abordado cuestiones relacionadas con la obesidad, la raza, la clase, la sexualidad y otras cuestiones. La discriminación por tamaño también se ha abordado cada vez más en las artes.

## Temas de campaña
El movimiento de aceptación de la gordura sostiene que las personas gordas son objeto de odio y discriminación. En particular, sus defensores sugieren que las mujeres obesas están sujetas a mayor presión social que los hombres obesos. El movimiento sostiene que estas actitudes constituyen una norma social arraigada, gordofóbica, evidente en muchas instituciones sociales, incluidos los medios de comunicación, donde las personas gordas suelen ser ridiculizadas o presentadas como objetos de lástima. La discriminación incluye la falta de igualdad de acceso al transporte y al empleo. Los miembros del movimiento de aceptación de la gordura perciben las actitudes sociales negativas como persistentes y basadas en la presunción de que la gordura se refleja negativamente en el carácter de una persona. Los activistas obesos presionan para que se produzcan cambios en las actitudes sociales, personales y médicas hacia las personas obesas. Las organizaciones que aceptan la gordura se involucran en la educación pública acerca de lo que describen como mitos sobre las personas gordas.

### Discriminación
Las personas obesas experimentan muchos tipos diferentes de discriminación debido a su peso. Esta discriminación aparece en la atención sanitaria, el empleo, la educación, las relaciones personales y los medios de comunicación. Las personas obesas también argumentan que las tiendas de ropa las discriminan. Por ejemplo, algunas mujeres se han quejado de que las tiendas de «talla única», que ofrecen un solo tamaño para cada artículo, no atienden a aquellas que superan un cierto peso. El transporte público también ha sido objeto de críticas debido a la falta de inclusión de las personas obesas, ya que los asientos y los pasillos suelen ser demasiado pequeños para acomodarlas.

### Salud
Los activistas en favor de la aceptación de la gordura sostienen que el estigma contra la obesidad y la promoción agresiva de las dietas han provocado un aumento de los problemas psicológicos y fisiológicos entre las personas obesas. Por ejemplo, las personas que experimentan discriminación por peso informan que enfrentan más angustia psicológica, más soledad y menor bienestar. Además de esto, la discriminación por peso puede aumentar el riesgo de obesidad, inflamación crónica y carga de enfermedad. Las personas pueden adoptar conductas que ponen en riesgo su salud, como evitar la actividad física. Experimentar e internalizar el estigma relacionado con el peso se identifican como factores de riesgo críticos que conducen a la patología alimentaria. También se plantean preocupaciones de que el enfoque de la cultura moderna en la pérdida de peso no tiene una base en la investigación científica, sino que es un ejemplo del uso de la ciencia como un medio para controlar la desviación, como parte del intento de la sociedad de lidiar con algo que considera perturbador. Los críticos de la dieta citan la alta tasa de fracaso de los intentos de pérdida de peso permanente, y los peligros de las fluctuaciones de peso «yo-yo» y las cirugías para perder peso. Los activistas en favor de la aceptación de la gordura sostienen que los problemas de salud relacionados con la obesidad y el sobrepeso han sido exagerados o tergiversados, y que los problemas de salud se utilizan como una excusa para encubrir prejuicios culturales y estéticos contra la obesidad.
Los defensores de la aceptación de la gordura sostienen que personas de todas las formas y tamaños pueden esforzarse por estar en forma y tener una buena salud física. Creen que los comportamientos saludables pueden ser independientes del peso corporal. Inspirados por este enfoque, los psicólogos que no estaban contentos con el tratamiento de las personas obesas en el mundo médico iniciaron el movimiento Health at Every Size. Tiene cinco principios básicos: (1) mejorar la salud, (2) el tamaño y la autoaceptación, (3) el placer de comer bien, (4) la alegría del movimiento y (5) el fin del sesgo relacionado con el peso.
Algunos defensores también afirman que las personas con obesidad pueden ser metabólicamente saludables. Algunos estudios médicos han cuestionado el concepto de «obesidad saludable», aunque las definiciones de obesidad metabólicamente saludable no están estandarizadas en los estudios.

### Género

#### Mujeres gordas

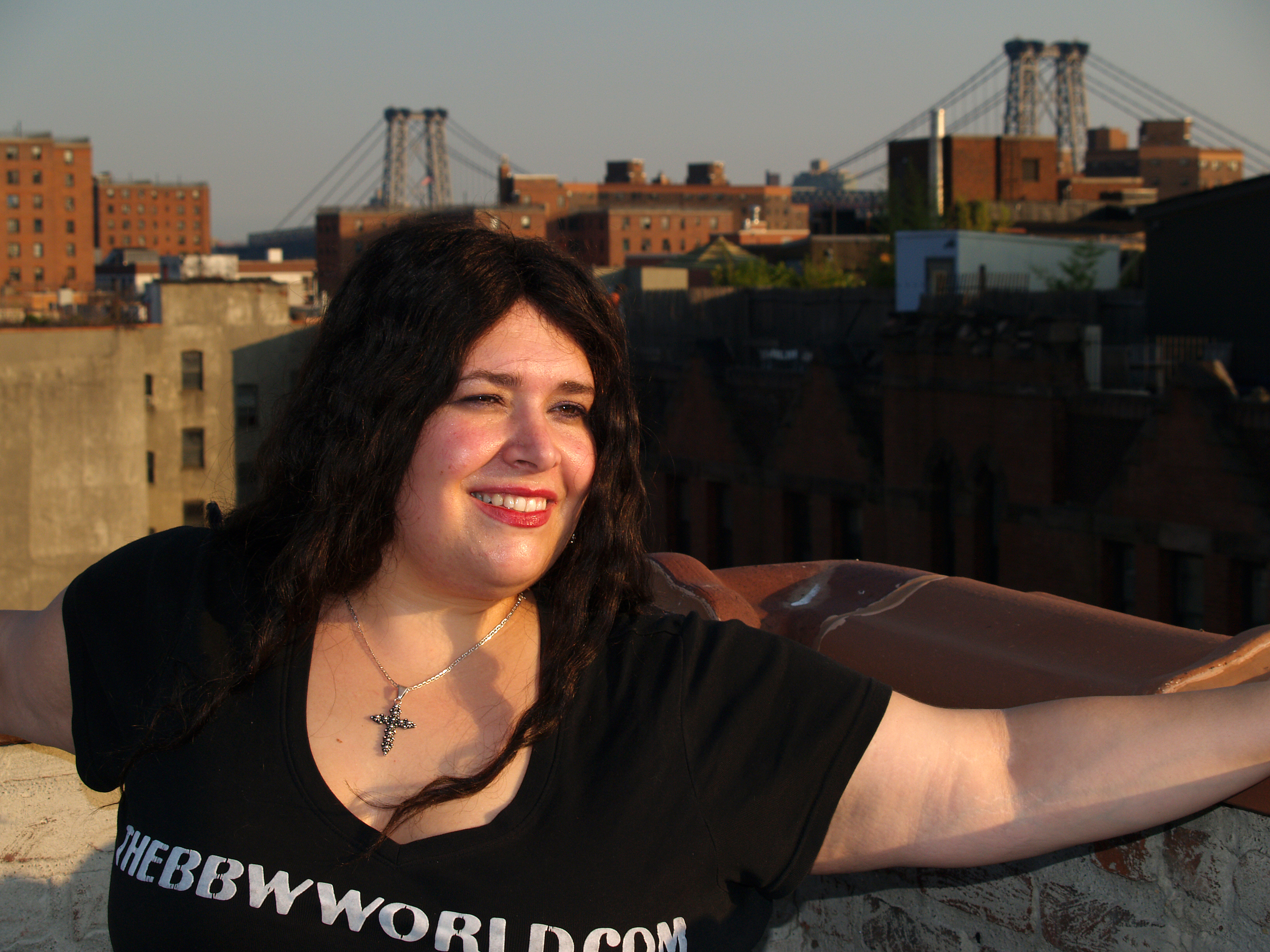
La documentalista Kira Nerusskaya lanzó su película The BBW World: Under the Fat! en 2008.

Los problemas que enfrentan las mujeres gordas en la sociedad han sido un tema central del movimiento de aceptación de la gordura desde sus inicios. Aunque la primera organización, la Asociación Nacional para Promover la Aceptación de la Gordura, y el primer libro, Fat Power (1970), fueron creados por hombres, en cada caso fueron respuestas a la discriminación por peso que experimentaban sus esposas. Las mujeres pronto comenzaron a hacer campaña en su nombre y en 1973 se formó el primer grupo feminista, 'The Fat Underground'. Entre las cuestiones abordadas en relación con las mujeres se han incluido la imagen corporal, y en particular el ideal de delgadez y su efecto sobre las mujeres. Los críticos dicen que la NAAFA, que se opone a las dietas y a la cirugía para perder peso, es una defensora de un estilo de vida poco saludable. Pero la NAAFA dice que no hace tal cosa, que algunas personas son simplemente más grandes y no menos merecedoras de los mismos derechos que todos los demás.

#### Hombres gordos
El movimiento de aceptación de la gordura se ha centrado principalmente en un modelo feminista de opresión patriarcal de las mujeres gordas, representado más claramente por el estímulo de las mujeres a hacer dieta. Sin embargo, Sander L. Gilman sostiene que, hasta el siglo XX, hacer dieta ha sido históricamente una actividad de hombres. Continúa: «La obesidad corroe la imagen idealizada de lo masculino con la misma seguridad que la imagen idealizada de lo femenino». William Banting fue el autor de un folleto de 1863 llamado Letter On Corpulence, que las dietas modernas han utilizado como modelo. Los hombres reaccionan de manera diferente al sobrepeso (es decir, tienen un índice de masa corporal de 25 o más), siendo la mitad de propensos que las mujeres a hacer dieta, una cuarta parte de propensos a someterse a una cirugía para bajar de peso y sólo una quinta parte de propensos a informar que sienten vergüenza por su peso. Irmgard Tischner identifica este comportamiento como arraigado en nociones de masculinidad que exigen despreocupación por la atención sanitaria: «Los hombres no tienen por qué preocuparse por su tamaño o su salud, ya que tienen mujeres que se ocupan de esas cosas por ellos».
Algunos hombres homosexuales han ido más allá de la indiferencia hacia el tamaño y han llegado a aceptar la gordura y al activismo en favor de la misma, con movimientos como la cultura de la gordura chub, que empezó con los clubes Girth & Mirth en San Francisco en 1976 y la cultura del oso, que fetichiza a los hombres grandes y peludos. Ganapati Durgadas sostiene que los hombres gordos, bisexuales y homosexuales «son recordatorios del estigma femenino con el que elheterosexismo todavía mancha a los hombres queer» En una comparación de fanzines positivos sobre la obesidad queer, se descubrió que el contenido de debate político del fanzines producido por lesbianas Fat Girl estaba ausente en los fanzines orientados a hombres homosexuales como Bulk Male y Big Ad. Joel Barraquiel Tan comenta: «Si la gordura es una cuestión feminista, entonces la gordura o el peso corporal son un fetiche para los hombres homosexuales. Los hombres homosexuales tienden a sexualizar la diferencia, mientras que las lesbianas la han politizado históricamente».
A un hombre heterosexual gordo se le conoce como Big Handsome Man (BHM), en contraposición al Big Beautiful Woman (BBW) para mujeres gordas. Al igual que algunos hombres gordos y homosexuales, los BHM han sexualizado su diferencia y reciben la validación de esta identidad por parte de las BBW o mujeres heterosexuales conocidas como «Admiradoras Gordas».

### Legislación
En la década de 1970, las personas obesas en los Estados Unidos comenzaron a buscar reparación legal por discriminación basada en el peso, principalmente en el lugar de trabajo, pero también por negárseles el acceso o recibir un trato diferente con respecto a servicios o entretenimiento. Los resultados de estos casos han variado considerablemente, aunque en algunos casos la Ley para Estadounidenses con Discapacidades de 1990 (ADA) se ha utilizado con éxito para argumentar casos de discriminación contra personas obesas. Roth y Solovay sostienen que, como en el caso de las personas transgénero, una de las principales causas de la variación en el éxito es el grado en que los litigantes se disculpan por su tamaño (los demandantes más disculpados obtienen más éxito):
¿Cuál es la diferencia entre un caso de indemnización de un millón de dólares y un caso perdido? Al igual que la diferencia entre muchos casos de transexuales ganados y perdidos, todo es cuestión de actitud. ¿La actitud y la experiencia del demandante sobre el peso y el género refuerzan o desafían los estereotipo s dominantes? Los casos ganadores generalmente adoptan una postura legal que refuerza prejuicios sociales. Los casos que desafían los prejuicios sociales generalmente pierden.
La Ley para Estadounidenses con Discapacidades continúa aplicándose ya que no existe una ley federal en los EE. UU. contra la discriminación por peso; sin embargo, el estado de Míchigan aprobó una ley contra la discriminación por peso en 1976. Las ciudades de Washington D. C., San Francisco (2000), Santa Cruz, Binghamton, Urbana (década de 1990), Nueva York (2023), y Madison (década de 1970) también aprobaron leyes que prohíben la discriminación por peso. En las ciudades que tienen una ley de discriminación por peso, es raro que se presente más de un caso al año, a excepción de San Francisco, donde puede haber hasta seis. Las opiniones entre los funcionarios encargados de hacer cumplir la ley en las ciudades varían en cuanto a por qué las cifras de procesamientos son tan bajas, aunque todos sugirieron que tanto las personas con sobrepeso como los empleadores desconocían la legislación protectora y también se observó que las ciudades con leyes contra la discriminación por peso tendían a ser ciudades universitarias liberales.
No todos los cambios legales han protegido los derechos de las personas gordas. A pesar de las recomendaciones de la Comisión para la Igualdad de Oportunidades en el Empleo en sentido contrario, en 2009 el Tribunal de Apelaciones de los Estados Unidos para el Sexto Circuito decidió que las personas obesas sólo calificarán como discapacitadas si se puede demostrar que su peso es causado por una condición subyacente, apoyando el concepto de que ser obeso no es inherentemente una discapacidad. La Corte Suprema de Texas llegó a una conclusión similar en 2023. Pero en 2018, la Corte Suprema de Washington otorgó protección contra el sesgo de discapacidad relacionado con el peso sin evidencia de una condición médica relacionada. Otros países además de Estados Unidos han considerado legislar para proteger los derechos de las personas obesas. En el Reino Unido, un grupo parlamentario multipartidario publicó en 2012 un informe llamado Reflections on Body Image que concluyó que uno de cada cinco británicos había sido víctima de acoso debido a su peso. El informe recomendó que losmiembros del Parlamento investigaran la posibilidad de poner la «discriminación basada en la apariencia» bajo la misma base legal que la discriminación sexual o racial a través de la Ley de Igualdad de 2010, que hace ilegal acosar, victimizar o discriminar a cualquier persona en el lugar de trabajo basándose en varias categorías nombradas, incluyendo el tamaño o el peso. La Ley de Igualdad entró en vigor el 1 de octubre de 2010 y reúne más de 116 leyes distintas en una sola ley. La Ley proporciona un marco jurídico para proteger los derechos de las personas y promover la igualdad de oportunidades para todos.

### Estudios sobre la gordura
También ha surgido un conjunto de estudios académicos denominados estudios sobre la grasa. Marilyn Wann sostiene que los estudios sobre la obesidad pasaron de ser un esfuerzo individual a ser un campo de estudio con la conferencia de 2004 Fat Attitudes: An Examination of an American Subculture and the Representation of the Female Body («Actitudes sobre la obesidad: un examen de una subcultura estadounidense y la representación del cuerpo femenino»). La Asociación Estadounidense de Cultura Popular incluye periódicamente paneles sobre este tema. En muchas universidades han surgido grupos de estudiantes con una agenda activista en favor de la obesidad, entre ellos Hampshire, Smith y Antioch. En la actualidad, los estudios sobre la obesidad están disponibles como un curso de estudio interdisciplinario en algunas universidades, adoptando un enfoque similar al de otros estudios de identidad, como los estudios de la mujer, los estudios queer y los estudios afroestadounidenses. En 2011, había dos cursos australianos y diez cursos estadounidenses que se centraban principalmente en estudios sobre la grasa o la Health at Every Size, y muchos otros cursos que tenían algún contenido sobre la aceptación de la grasa. Taylor & Francis publica una revista en línea sobre estudios sobre la gordura llamada Fat Studies. El primer seminario nacional sobre estudios sobre la grasa se celebró en York en mayo de 2008, y dio lugar a la publicación en 2009 de Fat Studies in the UK, editado por Corinna Tomrley y Ann Kalosky Naylor.

## División dentro del movimiento
El movimiento de aceptación de la obesidad se ha dividido en su respuesta a la legislación propuesta que define a las personas con obesidad mórbida como discapacitadas. Peggy Howell, miembro de la junta directiva de la NAAFA, dice: «Hay mucho conflicto en la comunidad de aceptación de la talla sobre esto. No me considero discapacitada, y a algunas personas no les gusta que la 'gordura' sea considerada una discapacidad». Un ejemplo de la perspectiva positiva de la obesidad clasificada como una discapacidad en la sociedad en general lo señala una persona entrevistada por Amy Erdman en su libro Fat Shame: «[Deborah Harper] se asegura de decirme lo impresionada que está con la forma en que muchos hacen adaptaciones silenciosas y educadas para ella». Las mujeres son particularmente activas dentro del movimiento de aceptación de la gordura y la membresía de las organizaciones de aceptación de la gordura está dominada por mujeres de clase media en el 1-2% más pesado de la población. Los miembros han criticado la falta de representación en el movimiento de hombres, personas de color y personas de nivel socioeconómico más bajo.

## Crítica
El movimiento de aceptación de la gordura ha sido criticado desde varias perspectivas. La principal crítica es que la aceptación de la obesidad ignora estudios que han demostrado que hay problemas de salud relacionados con ella y, por lo tanto, fomenta un estilo de vida poco saludable. En 2008, Lily-Rygh Glen, escritora, músico y exactivista en favor de la aceptación de la gordura, entrevistó a varias mujeres que afirmaban haber sido rechazadas por sus pares dentro del movimiento y etiquetadas como «traidoras» cuando cambiaban su dieta.

### Crítica médica
La salud humana es un tema multifacético; investigaciones científicas cada vez más rigurosas revelan que la relación entre el peso y la salud es compleja. El movimiento de aceptación de la gordura ha sido criticado por no agregar valor al debate sobre la salud humana, y algunos críticos acusan al movimiento de «promover un estilo de vida que puede tener consecuencias nefastas para la salud». Hay una cantidad considerable de evidencia de que la obesidad está relacionada con un aumento de la mortalidad y las enfermedades por todas las causas y una pérdida de peso significativa (>10 %), utilizando una variedad de dietas, mejora o revierte los síndromes metabólicos y otros resultados de salud asociados con la obesidad. Barry Franklin, director de un centro de rehabilitación cardiovascular, afirmó: «No quiero enfrentarme a ninguna organización en particular, pero... Un movimiento social que sugiera que la salud es importante para cualquier persona puede ser engañoso en muchos aspectos». Franklin también está de acuerdo en que las personas obesas que están en forma tienen tasas de mortalidad cardiovascular más bajas que las personas delgadas y no en forma, y los defensores del movimiento de aceptación de la obesidad argumentan que las personas de todas las formas y tamaños pueden elegir comportamientos que favorezcan su estado físico y su salud física.